# Bora Bora (ketch)
Cet article possède un paronyme, voir Bora-Bora (homonymie).
Le Bora Bora est un ancien caïque turc, gréé en ketch  et naviguant pour l'Association Matelots de la vie.

## Histoire
Ce caïque a été construit en Turquie en 1987. En 2010, il est racheté par Jean-Claude Allegre. Le bâtiment, en mauvais état, subit une restauration sur l'aire de carénage de La Turballe (2 ans de chantier). Pour subvenir à son entretien le navire est aussi utilisé à des fins commerciales.
Il est présent à Brest 2016.
En 2023, Jean-Claude Allegre fait la passation[pas clair] à Bora Bora Croisières.
Bora Bora participe à la parade de la fête maritime Lorient Océans en 2023.